# Hauviné
Hauviné é uma comuna francesa na região administrativa de Grande Leste, no departamento Ardenas. Estende-se por uma área de 14,73 km². Em 2010 a comuna tinha 339 habitantes (densidade: 23 hab./km²).